# Aleksandra Królikowska-Skotnicka
Aleksandra Królikowska-Skotnicka (ur. 6 grudnia 1901, zm. 16 kwietnia 1994 w Poznaniu) – polska aktorka teatralna.

## Życiorys
Dane dotyczące daty urodzenia Aleksandry Królikowskiej są różne, ona sama wypełniając ankietę personalną w Teatrze Polskim w Poznaniu podawała 6 grudnia 1901 za dzień swoich urodzin. Urodziła się w rodzinie związanej silnie z teatrem, była wnuczką poznańskiej pary aktorów – Eleonory i Kazimierza Królikowskich. Od 1920 uczęszczała do Szkoły Dramatycznej przy Konserwatorium Muzycznym w Poznaniu. Po trzech latach nauki zdała egzamin aktorski i z rąk dyrektora Bolesława Szczurkiewicza otrzymała angaż do Teatru Polskiego w Poznaniu, gdzie grała do końca sezonu 1929/1930. Następnie przeniosła się do Torunia i przez dwa sezony grała w tamtejszym Teatrze Ziemi Pomorskiej. W sezonie 1932/1933 grała z objazdową trupą Teatru Ziemi Wołyńskiej z Łucka, aby na kolejny powrócić do Teatru Polskiego w Poznaniu. Po roku zaangażowała się w Teatrze Miejskim w Sosnowcu, jednak i tam grała tylko jeden sezon, albowiem w kolejnym pojawiła się w obsadzie przedstawień Teatru Nowego w Poznaniu. Na sezon 1937/1938 powróciła na deski poznańskiego Teatru Polskiego, ale przez kolejny grała z wędrownym Teatrem Ziemi Grodzieńskiej i w Teatrze Miejskim im. Elizy Orzeszkowej w Grodnie. Od września 1939 miała grać ponownie w Teatrze Polskim w Poznaniu, ale plany te zmieniła wojna. Podczas okupacji hitlerowskiej została zatrzymana i umieszczona w obozie przejściowym, z którego skierowano ją do Generalnego Gubernatorstwa. Początkowo zatrzymała się w Częstochowie, gdzie pracowała jako kelnerka w restauracji. Następnie udała się do Warszawy, gdzie przeżyła powstanie warszawskie, a następnie po jego upadku wypędzenie do obozu w Pruszkowie. Po wyzwoleniu powróciła do Poznania, na scenę Teatru Żołnierza. Po roku znalazła się w organizowanym przez Stefanię Domańską Teatrze im. Cypriana Norwida, ale grała tam tylko jeden sezon (jako Olena Królikowska). Kolejne trzy sezony grała w Państwowym Teatrze Dolnośląskim we Wrocławiu. Od sezonu 1949/1950 do przejścia na emeryturę związana była z Teatrem Polskim w Poznaniu.